# Staffanstorpspartiet
Staffanstorpspartiet er et lokalt politisk parti i Staffanstorps kommun i Skåne län. Partiet blev dannet i 1998, og det var repræsenteret i kommunalbestyrelsen i 1998 - 2014.
Ved valget i 1998 fik partiet valgt tre mandater (5,77 procent af stemmerne) ind i kommunalbestyrelsen. Ved valget i 2002 fik partiet to mandater. I 2006 og 2010 blev der valgt et mandat. 
I 2014 fik partiet 0,47 procent af stemmerne. Dette gav intet mandat.
| Politisk parti | Spire Denne artikel om et politisk parti eller gruppe er en spire som bør udbygges. Du er velkommen til at hjælpe Wikipedia ved at udvide den. |